# Kościół św. Franciszka z Asyżu w Borkach Wielkich
Kościół św. Franciszka z Asyżu – rzymskokatolicki kościół parafialny, położony w Borkach Wielkich (gmina Olesno). Świątynia należy do parafii Św. Franciszka z Asyżu w Borkach Wielkich w dekanacie Olesno, diecezji opolskiej.

## Historia kościoła
W kwietniu 1905 roku do Borek Wielkich zostali sprowadzeni franciszkanie (OFM). Początkowo wybudowali oni we wsi kaplicę, a następnie rozpoczęli starania o budowę klasztoru. Jednym z inicjatorem budowy był Alfons Rogosz. Wiosną 1906 roku rozpoczęły się prace budowlane, które zostały zakończone we wrześniu 1907 roku. Kolejnym krokiem była budowa kościoła, bowiem drewniany kościółek świętych Bartłomieja i Marcina pochodzący z 1697 roku, okazał się za mały dla mieszkańców Borek Wielkich. W latach 1910–1911, postawiony został nowy, murowany kościół zakonny. Jego konsekracja miała miejsce 29 listopada 1911 roku.
1 lutego 1942 roku, dekretem księdza kard. A. Bertrama, została erygowana parafia w Borkach Wielkich, toteż dotychczasowy kościół zakonny stał się zarazem parafialnym.
28 sierpnia 2011 roku miały miejsce uroczyste obchody 100-lecia istnienia kościoła w Borkach Wielkich, którym przewodniczył ksiądz biskup diecezji opolskiej Andrzej Czaja.

## Architektura i wnętrze kościoła

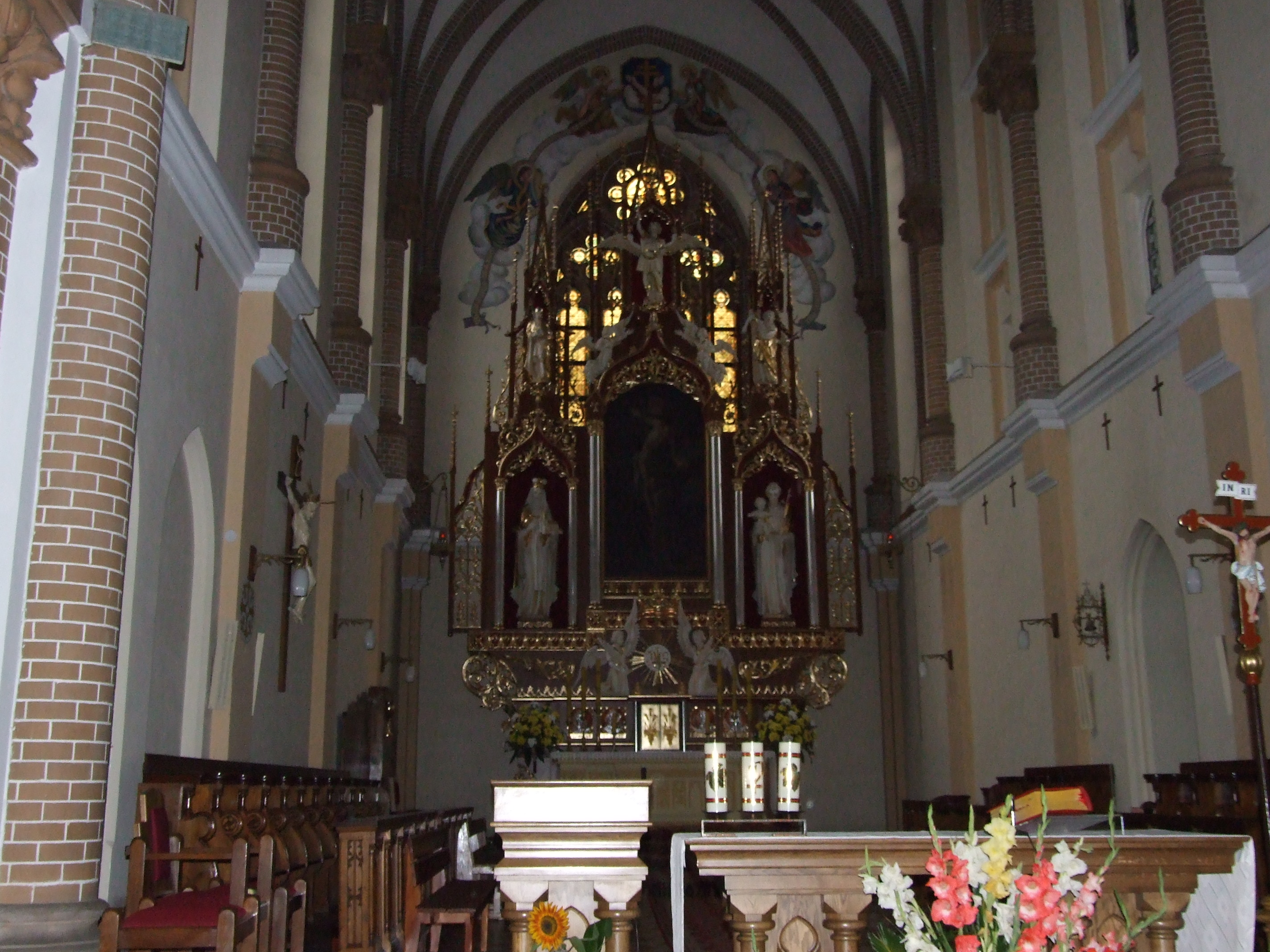
Wnętrze świątyni

Świątynia w Borkach Wielkich została wybudowana w stylu neogotyckim. Wnętrze kościoła zdobi zabytkowy tryptyk gotycki z XV wieku, przedstawiający zaśnięcie Najświętszej Maryi Panny. Gruntowna renowacja wnętrza świątyni miała miejsce na początku lat 60. XX wieku. Zamontowano wówczas nowy ołtarz główny z obrazem świętego Franciszka. Przebudowane zostały też ołtarze boczne.
Łączna powierzchnia czterospadowych dachów kościoła wynosi ok. 1400 m², łącznie z dachem wieży – 1760 m². Konstrukcję nośną stanowi drewniana więźba dachowa, wykonana według projektu brata Mansweta. Pierwsze pokrycie dachowe z łupka kamiennego wykonała firma Emanuela Rottera z Prudnika. Kalenice zostały wykończone gąsiorami ceramicznymi. Wzdłuż okapów zamontowano rynny i rury spustowe. Na całym dachu założono instalację odgromową. Pod koniec lat 80. XX wieku dach pokryto miedzianą blachą.

## Organy
Organy pochodzą z rozebranego w 1907 roku kościoła św. Wawrzyńca w Wirku. Najpierw trafiły do firmy Paula Berschdorfa w Nysie, który przeprowadził ich renowację i przeróbkę. Później organy zostały od niego odkupione. Po raz pierwszy w nowym miejscu zagrano na nich w czasie Pasterki w 1912 roku. Instrument pochodzi z lat 70. XIX wieku. Wyposażono go w trakturę pneumatyczną. Posiada łącznie 20 głosów.
W sierpniu 1943 roku pan Mierzowski z Tarnowskich Gór gruntownie wyczyścił organy. W 1957 roku odbył się ich remont remont wykonany przez Władysława Kaczmarka z Wronek. Kolejny miał miejsce w lipcu 1963 roku, kiedy to organy boreckie remontował mistrz Nieżałowski z Włodzienina
W 1963 roku organy z kontuarem przesunięto około 160 cm do tyłu, aby zrobić więcej miejsca na chórze dla orkiestry grającej w czasie różnych uroczystości. Na przełomie września i października 1971 r. wymieniono membrany na nowe. Kapitalnego remontu organ dokonali w sierpniu i wrześniu 1986 r. pan Benedykt Ksiądzyna ze swoim ojcem Zygmuntem. Ci sami organmistrze remontowali i stroili organy w sierpniu 1991 roku. W 1992 Henryk Hober z Olesna naprawił pedały organowe, a w maju 2000 r. wykonał kolejny remont. W 2006 roku również Hober zamontował do organ nową dmuchawę oraz naprawił uszkodzony miech.
Dyspozycja instrumentu:
| Manuał I                | Manuał II              | Pedał                  |
| ----------------------- | ---------------------- | ---------------------- |
| 1. Bordun 16'           | 1. Geigen-principal 8' | 1. Violon 16'          |
| 2. Principal 8'         | 2. Doppel-Rohrflöte 8' | 2. Subbass 16'         |
| 3. Hohflöte 8'          | 3. [Portunal] 8'       | 3. [Principal-bass] 8' |
| 4. Gamba 8'             | 4. Salicet 8'          | 4. [Flautbass] 8'      |
| 5. Gemshorn 8'          | 5. Aeoline 8'          |                        |
| 6. Octave 4'            | 6. Flaut-traverso 4'   |                        |
| 7. Rohrflöte 4'         | 7. Violine 4'          |                        |
| 8. Rausch-quinte 2 2/3' |                        |                        |
| 9. Mixtur 3-4 fach      |                        |                        |